# 米科拉·薩多夫斯基
米科拉·卡尔波维奇·萨多夫斯基（羅馬化：Mykola Karpovych Sadovskyi；1856年7月18日—1933年2月7日），原姓托比萊維奇），乌克兰演員、导演和公众人物。伊萬·卡彭科-卡里、帕納斯·薩克薩漢斯基和瑪莉亞·薩多夫斯卡-巴里洛蒂之兄。

## 備注
1. ↑  烏克蘭語：，羅馬化：Tobilevych